# Batalla de Phu Tong Hog
La Batalla de Phu Tong Hog se desarrolló entre el 25 y 26 de julio de 1948 entre las fuerzas del ya establecido Viet Minh y la legendaria Legión extranjera francesa. Fue la primera confrontación convencional lanzada por Vo Nguyen Giap contra los franceses con la intención de tomar una posición.

## Preliminares
Durante la progresiva conversión el Viet Minh en una fuerza convencional las bases conseguidas en China habían resultado esenciales tanto para la captación y entrenamiento de futuros guerrilleros como para la incursión dentro de Vietnam incluso para aproximarse a la capital de la colonia: Hanói. Para terminar con estas incursiones los franceses fueron levantando una serie de fuertes junto a la frontera conectados por la Ruta Colonial 4, una ruta muy peligrosa por sus curvas y vegetación. Pese a todo París consideraba esencial mantener allí destacamentos de cierta cuantía para detener las incursiones. 
Posteriormente se demostró lo útiles que pueden resultar los helicópteros para realizar abastecimientos y refuerzos a zonas aisladas o de difícil acceso; pero en Indochina los franceses tenían muy pocos y estos no se impondrían hasta la guerra de Vietnam 16 años después, por lo que todo el abastecimiento debía realizarse por aquella carretera. Puesto que el área de Tonkín siempre estuvieron en poder real de los vietnamitas, los franceses levantaron varios fortines en bifurcaciones al sur de la Ruta para tratar de asegurar en parte el flaco sur de la misma. Uno de estos fortines era el de Phu Tong Hog.
Por su parte el Viet Minh ya debía contar con unos 10 000 hombres, armas y entrenamiento; por lo que el general Giap consideró que podía lanzar un fuerte ataque contra aquellas posiciones, empleando una fuerza muy superior en número.

## La Batalla
La operación fue concienzudamente meditada por Giap con el fin de arrollar a los franceses y en los primeros momentos el plan respondió a lo esperado.
A 850 m del fortín de bambú instalaron su artillería y los guerrilleros fueron bajando las colinas y aproximándose a la posición sin que los defensores se percataran de nada.

### Ataque sorpresa
A las 9:30 de la mañana del 25 de julio varias salvas de 75 mm destruyeron la puerta del fortín, los barracones, la oficina del capitán, el puesto de radio y la cocina. 
Los legionarios rápidamente comenzaron a preparar sus armas, repartirse las granadas y alinear sus artillería de 37 mm. La situación resultaba de gran desorientación, con su oficial en jefe agonizando en su destruido puesto, dos fortines destruidos y el bombardeo de artillería continuaba lanzando hasta 30 salvas más.
Los responsables de los vietminh hicieron sonar cinco veces sus trompetas para dar la orden a la infantería de atacar los puestos. Los vietnamitas entraron en el recinto por los agujeros creados vociferando con furia con sus bayonetas caladas.
Los artilleros de la Legión pudieron cargar sus armas y comenzaron a disparar contra la artillería enemiga hasta lograr destruirla por completo, en ese momento podía apoyar a su infantería.
Tras las empalizadas de bambú los intercambios de disparos eran constantes y en seguida la lucha fue cuerpo a cuerpo, tanto es así que el cabo Polin fue muerto por la bayoneta de un vietminh.
Los soldados a las órdenes de Francia fueron retrocediendo y abandonando una a una las distintas salas de los puestos; pero lograron rechazar los ataques hasta la caída de la noche, cuando los hombres de Giap comenzaban a perder energía.

### Los legionarios contraatacan
A las 22:30 el capitán Cardinal ya había muerto y el alférez Binalot tomó el mando de las unidades y ordenó un contraataque.
- Lo primero en caer fueron los fortines, después las aberturas y por último el patio exterior.
- Los sargentos Fissler y Audry con tres legionarios cargaron con armas automáticas a la altura de la cadera hasta liberar el edificio principal.
- Por último el bastión noroeste fue tomado por el cabo Carnilleri y tres legionarios más que entraron por un agujero.

Media hora después el puesto había vuelto a estar en poder de los franceses y las trompetas vietnamitas habían tocado a retirada. Sólo quedaba contar y recoger los cadáveres.

## Conclusiones
La batalla no fue tomada por los franceses como un advertencia de los indefendible que a la larga resultaban las posiciones de la RC4 y mantuvieron en ellas las guarniciones durante dos años más hasta que al final se hicieron insostenibles.
El general Vo Nguyen Giap quedó consternado por aquella primera derrota de consideración contra una posición en su terreno que él consideraba fácil. Pero supo aprender del error y continuó entrenando y formando unidades hasta contar un contingente de 20 000 hombres dos años después. En aquel momento ya estaba preparado para infligir a los europeos un descalabro contundente que les obligó incluso a cambiar de general en jefe.